# Torrecampo
Torrecampo là một thành phố tại tỉnh Córdoba, Tây Ban Nha. Theo điều tra dân số 2006 (INE), thành phố này có dân số là 1320 người.